# Wyścigi samochodowe w 1900 roku
Siódmy rok wyścigów samochodowych organizowanych w Europie.

## Podsumowanie wyścigów
| Data                   | Wyścig                                                       | Zwycięzca (kierowcy) | Zwycięzca (konstruktorzy) | Wyniki |
| ---------------------- | ------------------------------------------------------------ | -------------------- | ------------------------- | ------ |
| 18 lutego              | Course du Catalogue                                          | Léonce Girardot      | Panhard                   | Wyniki |
| 25 lutego              | Circuit du Sud-Ouest                                         | René de Knyff        | Panhard                   | Wyniki |
| 26 marca               | Wyścig Nicea-Marsylia-Nicea                                  | René de Knyff        | Panhard                   | Wyniki |
| 18 kwietnia            | Long Island Road Race                                        | Andrew L. Riker      | Riker Electric            | Wyniki |
| 23 kwietnia            | Wyścig Turyn-Pinerolo-Saluzzo-Cuneo-Turyn                    | „Cuchelet”           | Peugeot                   | Wyniki |
| 28 kwietnia            | Wyścig Turyn-Asti                                            | Felice Nazzaro       | Fiat                      | Wyniki |
| 13 maja                | Wyścig Mannheim–Pforzheim–Mannheim                           | Fritz Held           | Mercedes                  | Wyniki |
| 28 maja                | Wyścig Bolonia–Corticella–Poggio Renatico–Malalbergo–Bolonia | Lorenzo Ginori       | Bolide                    | Wyniki |
| 1-2 czerwca            | Wyścig Salzburg–Linz–Wiedeń                                  | Richard von Stern    | Daimler                   | Wyniki |
| 3-4 czerwca            | Wyścig Bordeaux–Périgieux–Bordeaux                           | „Levegh”             | Mors                      | Wyniki |
| 14 czerwca             | Puchar Gordona Bennetta                                      | Fernand Charron      | Panhard                   | Wyniki |
| 1 lipca                | Padwa–Vicenza–Bassano–Treviso–Padwa                          | Vincenzo Lancia      | Fiat                      | Wyniki |
| 1 lipca                | Criterium de Provence                                        | Camille Jenatzy      | Bolide                    | Wyniki |
| 25,27-28 lipca         | Wyścig Paryż–Tuluza–Paryż                                    | „Levegh”             | Mors                      | Wyniki |
| 29 lipca               | Frankfurt Circuit Race                                       | Richard Benz         | Mercedes                  | Wyniki |
| 30 sierpnia-2 września | Wyścig Berlin-Akwizgran                                      | Émile Kraeutler      | Mercedes                  | Wyniki |
| 10 września            | Coppa Brescia                                                | Alberto Franchetti   | Panhard                   | Wyniki |